# Емірат Кіліс
Емірат Кіліс (курд. Mîrektiya Kilîsê) — курдський емірат, який правив Кілісом та Афріном в Антіохії до розпаду династії Айюбідів за часів Саладіна. Правителі цього князівства були нащадками шейха Фахраддіна, одного з найбільших єзидських філософів та одного з найважливіших святих діячів. Основною релігією цього князівства був Єзидизм.

## Історія

### Походження
Правителі Кіліса були нащадками шейха Менда, який був сином шейха Фахраддіна. Наприкінці 12-го - на початку 13-го століття. Завдяки добрим стосункам з династією Айюбідів при Саладині, який сам був курдом, шейх Манд був призначений правителем князівства, що простягалося від Афріну до Кілісу, Мараш на території сучасної Туреччини. Пізніше шейх Менд був відомий як «Принц Принців» і «Емір Курдів».

### Правління
Коли близько 1260 року династія Айюбідів розпалася, мамлюки призначили правителем емірату Менда Касима. Зрештою мамлюки змінили свою підтримку на користь Іззеддіна, але той за підтримки мамлюків не зміг усунути Касима від влади. Коли османський султан Селім I розширив свою імперію та завоював територію, він отримав підтримку Менда Касима. Однак під час візиту до Константинополя Касим був страчений султаном після того, як останній отримав доповідь від Карача Бега, губернатора Алеппо, та Іззеддіна про можливі заворушення у випадку повернення Касима до Кілісу. Після багатьох років рабства у султана, син Касима, Канполат, домігся права керувати Кілісом у 1515 році  і керував ним до своєї смерті у 1572 році. Його син Гусейн зміг розширити емірат у напрямку Алеппо, але був страчений місцевим пашею після того, як його звинуватили у вбивстві. Згодом еміратом керував племінник Гусейна Алі, який вирушив у похід проти своїх суперників, щоб помститися за смерть дядька. Османи відправили армію, щоб усунути Алі, який був змушений тікати до Константинополя, де його стратили в 1610 р. Незважаючи на брак інформації, послідовники Алі залишалися в регіоні і були джерелом неприємностей між 1613 і 1690-ми роками, зокрема плем'я Окчу Іззеддінлі, яке займалося бандитизмом.

### Canbolatoğulları
Нащадки Канболата називалися «Canbolatoğulları» і втекли до Лівану в 1630 році. Нащадками цієї сім'ї є друзька сім'я Джамблатт. Сім'я Джамблатт є важливою сім'єю в історії Лівану і досі бере участь у ліванській політиці.

## Населення
Князівство мало змішане населення Єзидів та Курдів-Мусульман.